# Sweetheart of the Rodeo
Sweetheart of the Rodeo är det amerikanska folkrockbandet The Byrds sjätte album, släppt 29 juli 1968. 
Albumet, som blandade country- och rockmusik, var inte det första i sitt slag, men däremot det första som kom att nå ut till en bredare allmänhet. Countryrockpionjären Gram Parsons hade här blivit medlem i gruppen, och det är mycket tack vare hans passion för country som albumet fått sitt djupa countryrock-sound. Albumet nådde Billboardlistans 77:e plats, gruppens dittills sämsta placering. Countrygruppen Sweethearts of the Rodeo tog sitt artistnamn från detta musikalbum.
Flera nyutgåvor av albumet har släppts, med många tidigare osläppta spår.

## Lålista
Sida 1
1. "You Ain't Going Nowhere" (Bob Dylan) – 2:38
2. "I Am a Pilgrim" (Trad., arr.: Roger McGuinn/Chris Hillman) – 3:42
3. "The Christian Life" (Ira Louvin/Charles Louvin) – 2:33
4. "You Don't Miss Your Water" (William Bell) – 3:51
5. "You're Still on My Mind" (Luke McDaniel) – 2:26
6. "Pretty Boy Floyd" (Woody Guthrie) – 2:37

Sida 2
1. "Hickory Wind" (Bob Buchanan/Gram Parsons) – 3:34
2. "One Hundred Years from Now" (Gram Parsons) – 2:43
3. "Blue Canadian Rockies" (Cindy Walker) – 2:05
4. "Life in Prison" (Merle Haggard, Jelly Sanders) – 2:47
5. "Nothing Was Delivered" (Bob Dylan) – 3:34

## Medverkande
The Byrds
- Roger McGuinn – akustisk gitarr, banjo, sång
- Chris Hillman – basgitarr, mandolin, akustisk gitarr, sång
- Gram Parsons – akustisk gitarr, piano, orgel, sång
- Kevin Kelley – trummor

Bidragande musiker
- Lloyd Green, JayDee Maness – pedal steel guitar
- Clarence White – elektrisk gitarr
- John Hartford – banjo, fiol, akustisk gitarr
- Roy Husky – kontrabas
- Earl P. Ball, Barry Goldberg – piano

Produktion
- Gary Usher – musikproducent
- Roy Halee, Charlie Bragg – ljudtekniker
- Jo Mora – omslagskonst